# ウェストミンスター宮殿
ウェストミンスター宮殿（ウェストミンスターきゅうでん、英語：Palace of Westminster）は、イギリスのロンドン中心部、テムズ川河畔のウェストミンスターに存在する宮殿。現在は英国議会が議事堂として使用している。併設されている時計塔（ビッグ・ベン）とともにロンドンを代表する景色として挙げられる。所在地はロンドンのミルバンク。道路を挟んで西側にはウェストミンスター寺院が建つ。時計塔の鐘の音はウェストミンスターの鐘として知られている。

## 歴史

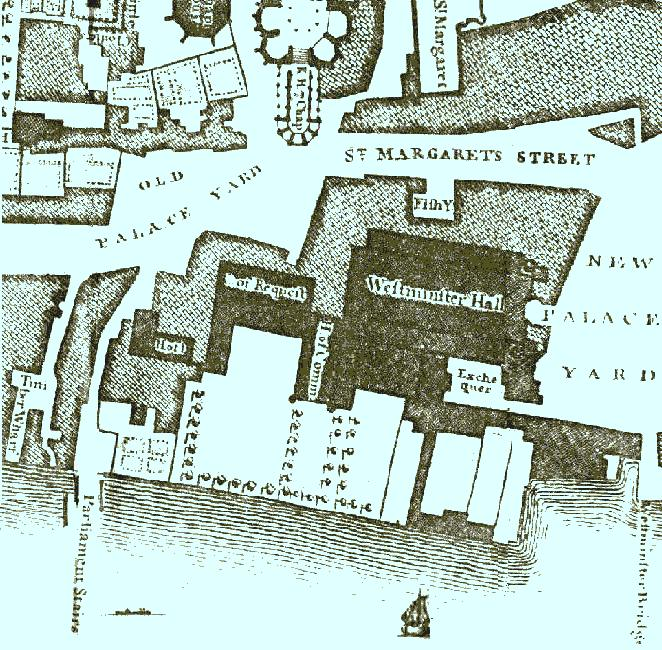
ジョン・ロックが1746年に製作したウェストミンスター周辺の地図

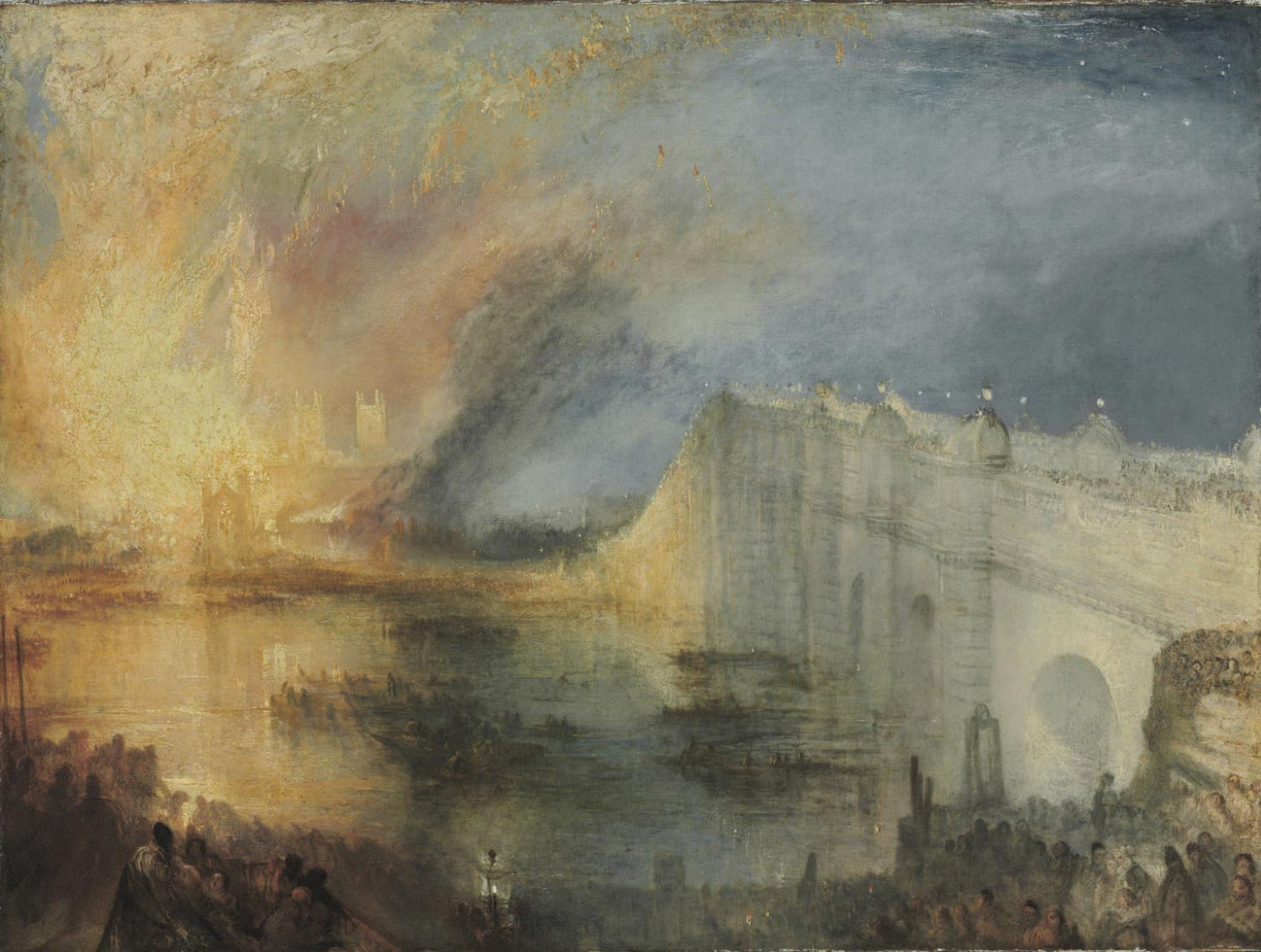
J・M・W・ターナーは1834年の大火を観察している。
The Burning of the Houses of Lords and Commons (1835年)

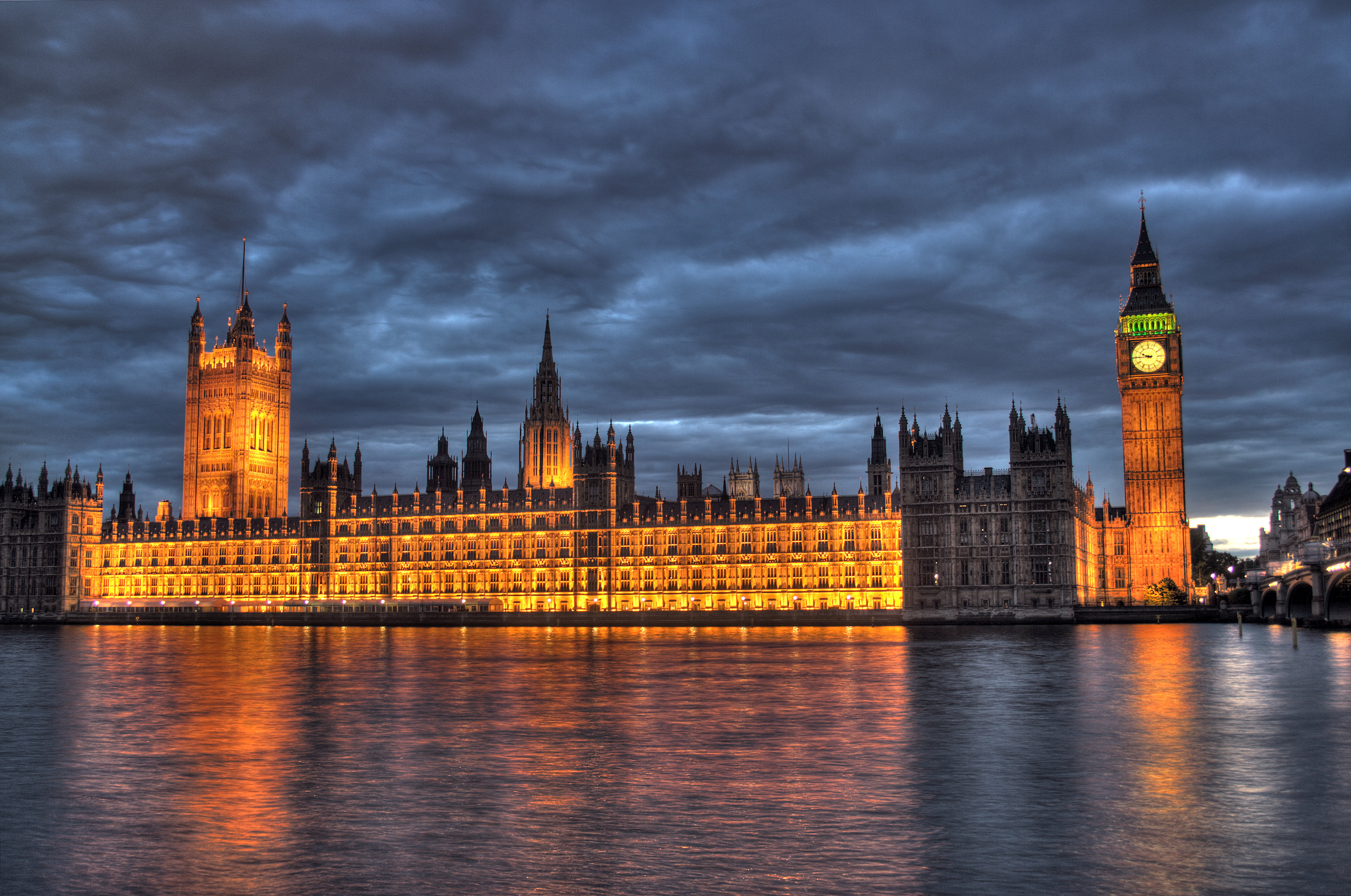
ビッグ・ベン（右）
ヴィクトリア・タワー（左）

ウェストミンスター宮殿のおかれているテムズ川河畔は中世を通して戦略上の要衝であった。すくなくともアングロ・サクソンの時代には既にこの地に何らかの建物が建設されていた。ソーニー・アイランドとして知られるイングランド中世にはカヌート王によって初めて宮殿として用いられるようになり、サクソン王朝の最後から2代前の王エドワード懺悔王はシティ・オブ・ロンドンの西、ソーニー・アイランドに宮殿とウェストミンスター寺院を建設した。時代が下るとこの周辺の地区はウェストミンスター（Westminster）と呼称されるようになった。これは西方の修道院（West Monastery）の省略形であると考えられている。1066年のノルマン・コンクエスト時にはウィリアム1世は一時ロンドン塔を自身の住居として定めたが、後にウェストミンスターへと移っている。これらサクソンやウィリアム1世により使用された建築物は現在残っていない。宮殿における最古の部分は次代のウィリアム2世により建造されたものである。

中世後期をとおしてウェストミンスター宮殿は王の住居であり続けた。イングランド政府が成立すると、公共施設の多くはウェストミンスター周辺に建設されている。議会の前身であるキュリア・レジス（Curia Regis, 枢密院）はウェストミンスター・ホールに設けられた。1295年に設立された初めてのイングランド議会である模範議会も宮殿内で開催されている。このようにほぼ全ての議会は王の居住する宮殿内で開催されたが、何らかの理由により他の場所に設けられたことが数例ある。
1529年の大火が発生するまでウェストミンスターは王の宮殿として機能していた。1530年にヘンリー8世はヨーク宮殿をトマス・ウルジー枢機卿から手に入れ、ホワイトホール宮殿と改名して自身の宮殿として使用した。公にはウェストミンスター宮殿が住居であったが、実際には議会両院および裁判所として利用されていた。本来宮殿であったウェストミンスター宮殿には議会としての利用に適した部屋が存在しなかった。議会の開会式など重要な国事行事はペインテッド・チェンバーで執り行われた。貴族院は、1259年からウェストミンスター宮殿のクイーンズ・チェンバーを使用したが、1801年にホワイト・チェンバー（別称レッサー・ホール）へ移った。庶民院については16世紀半ばまで固定した開催場所が存在せず、時にはウェストミンスター寺院のチャプター・ハウスで開催されている。1548年から1834年まで、宮殿内の聖スティーヴン礼拝堂が議場とされた。
1834年10月16日に発生した宮殿の火災によって宮殿の大半は焼失した。ウェストミンスター・ホールおよびジュエル・タワー、聖スティーヴン礼拝堂の地下室、回廊のみが焼失を免れた。宮殿の再建を協議する王立の委員会が設けられ、ゴシックまたは新古典主義のいずれかのデザインで建設することを決定した。古典様式を好む人々はゴシックの粗野さは議事堂に似合わないと主張したが、キリスト教に基づいており好ましいとするオーガスタス・ピュージンを含む一派の計画が採用された。
1836年に委員会は97の計画案の中からチャールズ・バリーの設計したゴシック・リヴァイヴァル様式のデザインを採用した。1840年に礎石が据えられ、貴族院議事堂は1847年に、庶民院議事堂は1852年に完成した。その後建物の主要部分は1860年に完成した。この年にバリーが亡くなった。さらに工事は1867年まで続けられた。
第二次世界大戦中の、1941年にドイツ軍の爆撃によって庶民院が損傷を受け使用不能となったため、貴族院に移転し、貴族院は王室用の部屋を使用した。戦後、ジャイルズ・ギルバート・スコットの設計によって修復が行われ、元のチャールズ・バリーの設計を可能な限り残して1950年に完成した。
2017年7月、日本工営は現地グループ会社であるBDP社（本社マンチェスター市）が、宮殿の大改修事業の建築設計業務をイギリス議会から受託したと発表した。
2018年2月2日、老朽化し雨漏りや絡み合った配線や蒸気管による火災の危険、さらにアスベスト問題などの観点から両院ともタイミングを見計らって引き払い、下院はホワイトホールのリッチモンド・ハウス、上院はパーラメント・スクエアに面したエリザベス2世センターに移転することで合意した。移転は早くても2025年になる。

## 構造

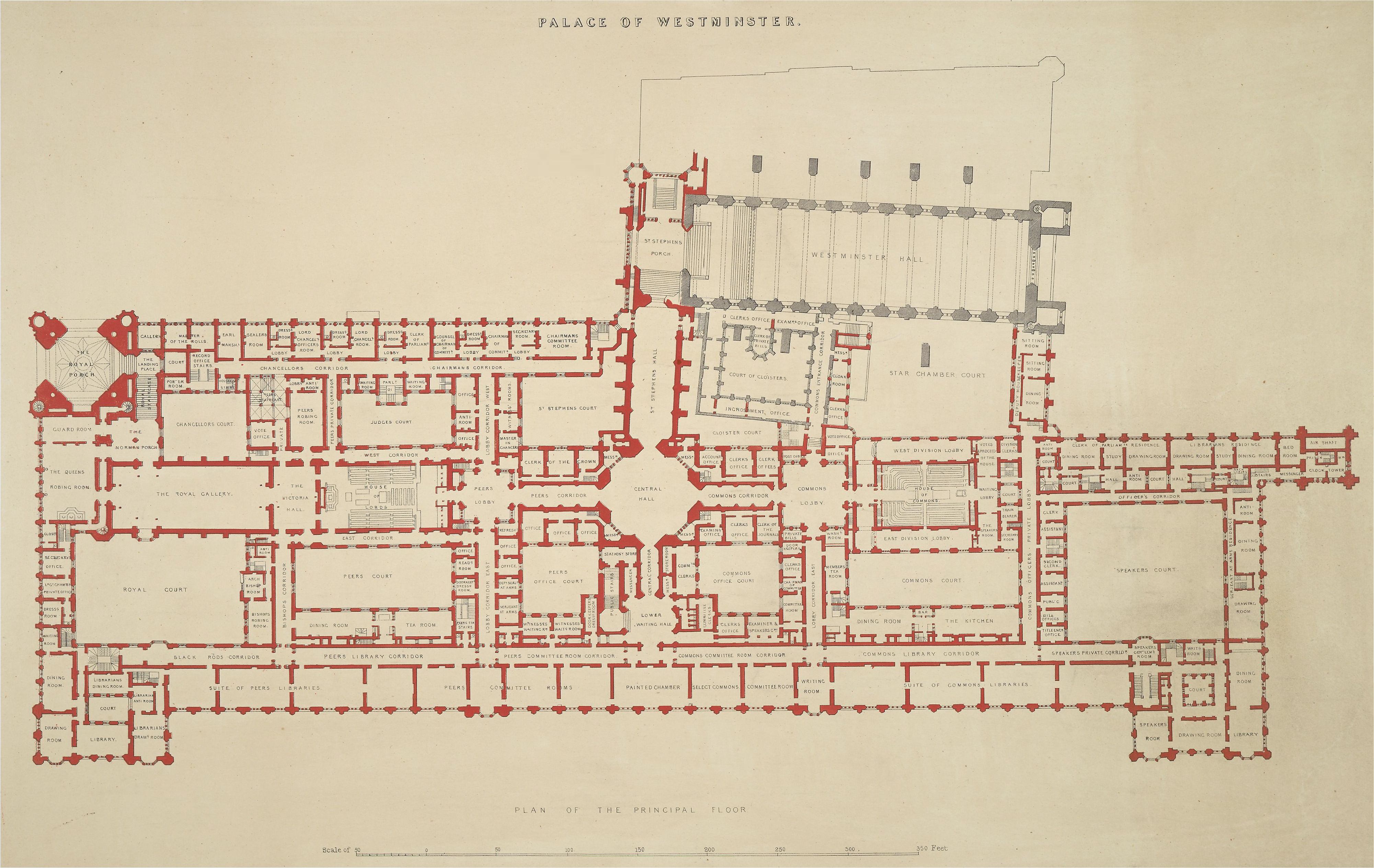
宮殿平面図（右側が北）
北端：時計塔、南西端：ヴィクトリア・タワー、西北部：ウェストミンスターホール

石と鋳鉄
- 敷地：30,000m2
- 幅：280m
- 高さ(時計塔)：96m

### 設計者
ヴィクトリア王朝期の1834年の火災により、木造であるウェストミンスター・ホールを除くほとんどが焼失してしまったため、これを機にイギリス政府はコンペ形式によって、新国会議事堂の設計を行うことになった。
設計においては、建築家チャールズ・バリー(1795-1860)と、若手建築家であったオーガスタス・ピュージン (1812-1852)が携わった。バリーはイタリア様式の倶楽部建築により高い名声があり、古典様式とイタリア様式を好んでいた。一方でピュージンはキリスト教とゴシックの思考を実際に建築に持ち込んだ人物であった。彼は「建築を中世の姿で建てるのは道徳的義務」であり、「良い建築家になるためには正直な職人で良いキリスト教徒であらねばならぬ」ものだと主張した。当時は、古典主義者からゴシック様式は反啓蒙主義者として煙たがれていたが、実際はゴシック主義者の議論が優勢であり、美術と建築に大きな影響を与えた。しかし、建築における美的価値においては古典主義者が優れていた。そして、古典主義を好むバリーが基本的な平面計画、立面計画、断面計画を、ゴシック様式を好むピュージンはディティールを担当した。

### 構成
テムズ川の西岸に面しながら、それと平行になるように建物全体が南北に貫かれている。内部構成については、ロイヤル・ギャラリーと上院議場をその南側に、北側には下院議場が配置されている。また、両院議長席は公共の場である中央ロビーを境に向かい合って対峙するように配置されている。このような構成は、国民や国家における両院の憲法上の役割を象徴している。

### 外観
外観はテムズ川対岸からの眺めに重点をおきながら構成されており、議事堂としての威厳を与えるため、河に面した水平で長大な左右対称のファサードをとり、その両端を後方から右側にビッグ・ベンを、そして左側にビクトリアタワーを置くことによって全体のバランスをとっている。また、その2つの塔のほか、中央部やところどころに建っている小塔の持つシルエットによって、垂直方向に対しても強調されている。

全体のつくりをよく見てみると、ピュージンのゴシック様式が表れているところは少なく、それは装飾されたファサードにある。塔と尖塔においては、絵画的にみれば非対称であるが、テムズ川に面するファサードは中央と両端の楼閣を強調する対照的なパラーディオ風の構成がとられている。パラーディオ風とはローマ建築の、細部に至るまでが数学的概念に基づいている調和的な比例法則によった古典的な建築理念を持つ、16世紀の建築家パラーディオの様式を規範とした建築様式である。
つまり、古典主義的な建築様式によるものである。そのことの証拠に、ピュージンの弟子であったフェリーによると「閣下、すべてギリシア様式です。古典様式に従った躯体に、チューダーの細部を加えました」とピュージン自身が述べている。チューダーとはテューダー様式という中世末期からルネサンスへの過渡期に渡る16世紀前半のイギリスにおける、垂直様式であるゴシック建築様式を残しつつ、古典的モティーフを採用した装飾が細部になされた建築様式である。

## 世界遺産

### 登録基準
この世界遺産は世界遺産登録基準のうち、以下の条件を満たし、登録された（以下の基準は世界遺産センター公表の登録基準からの翻訳、引用である）。
- (1) 人類の創造的才能を表現する傑作。
- (2) ある期間を通じてまたはある文化圏において、建築、技術、記念碑的芸術、都市計画、景観デザインの発展に関し、人類の価値の重要な交流を示すもの。
- (4) 人類の歴史上重要な時代を例証する建築様式、建築物群、技術の集積または景観の優れた例。

## ギャラリー

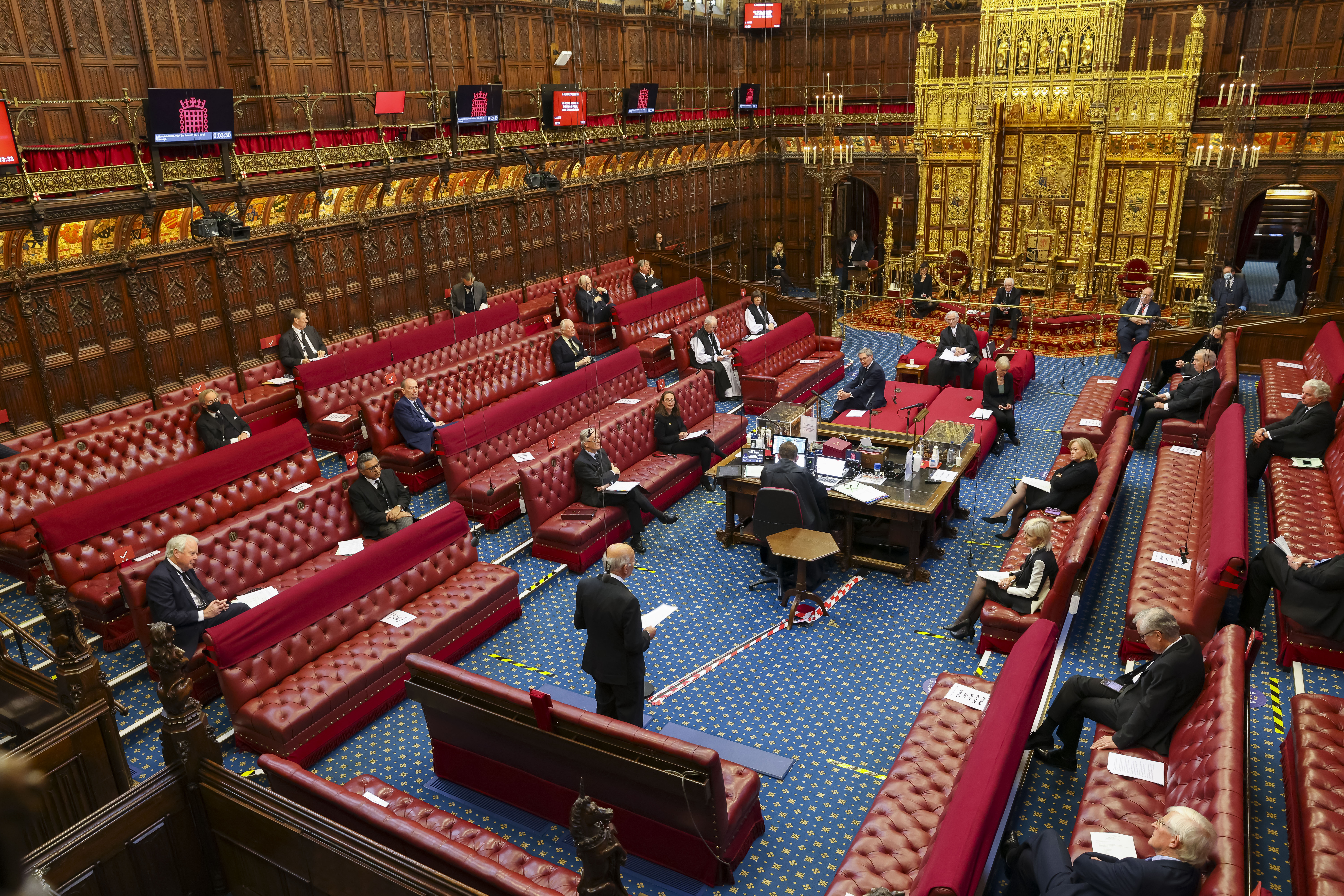
上院
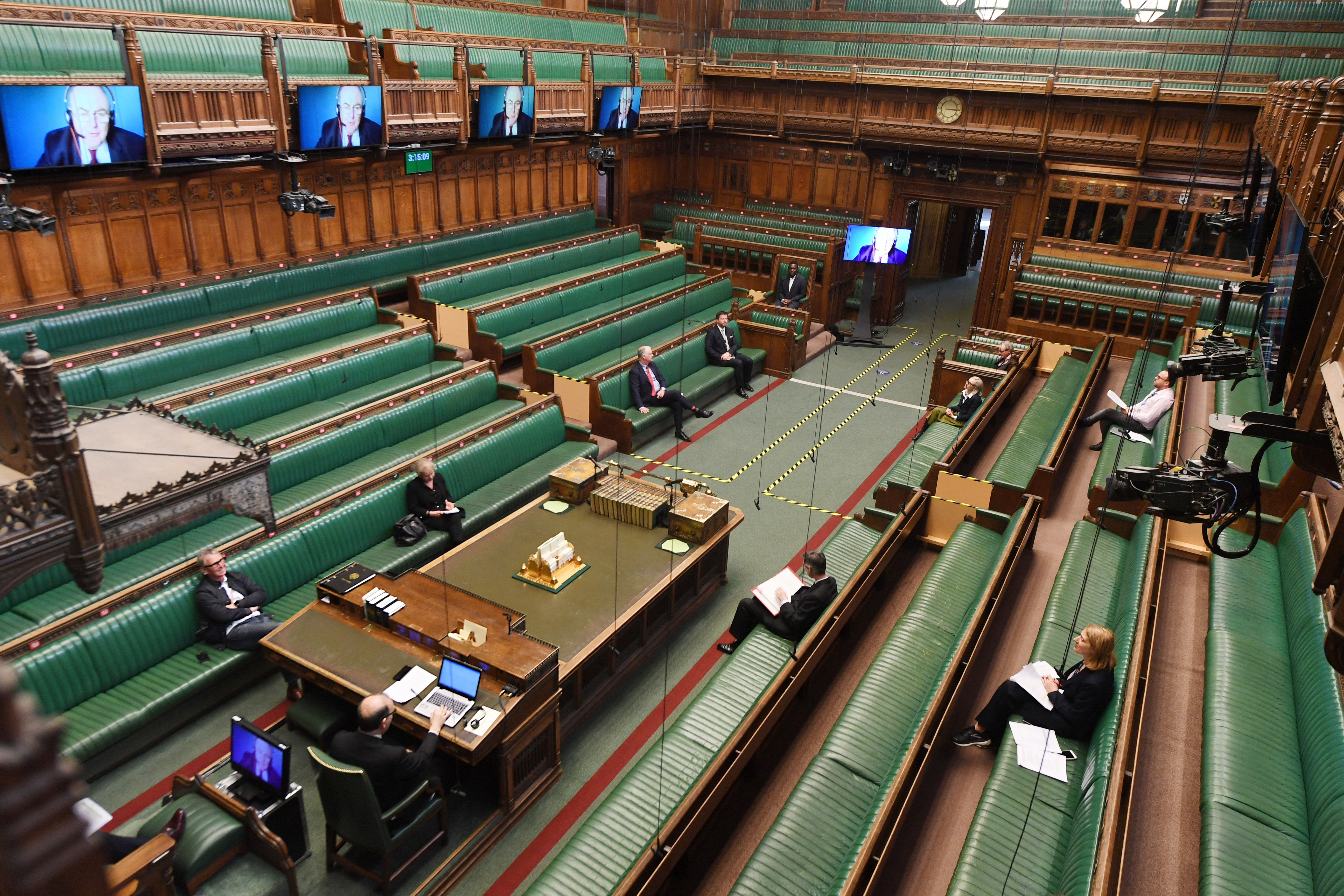
下院
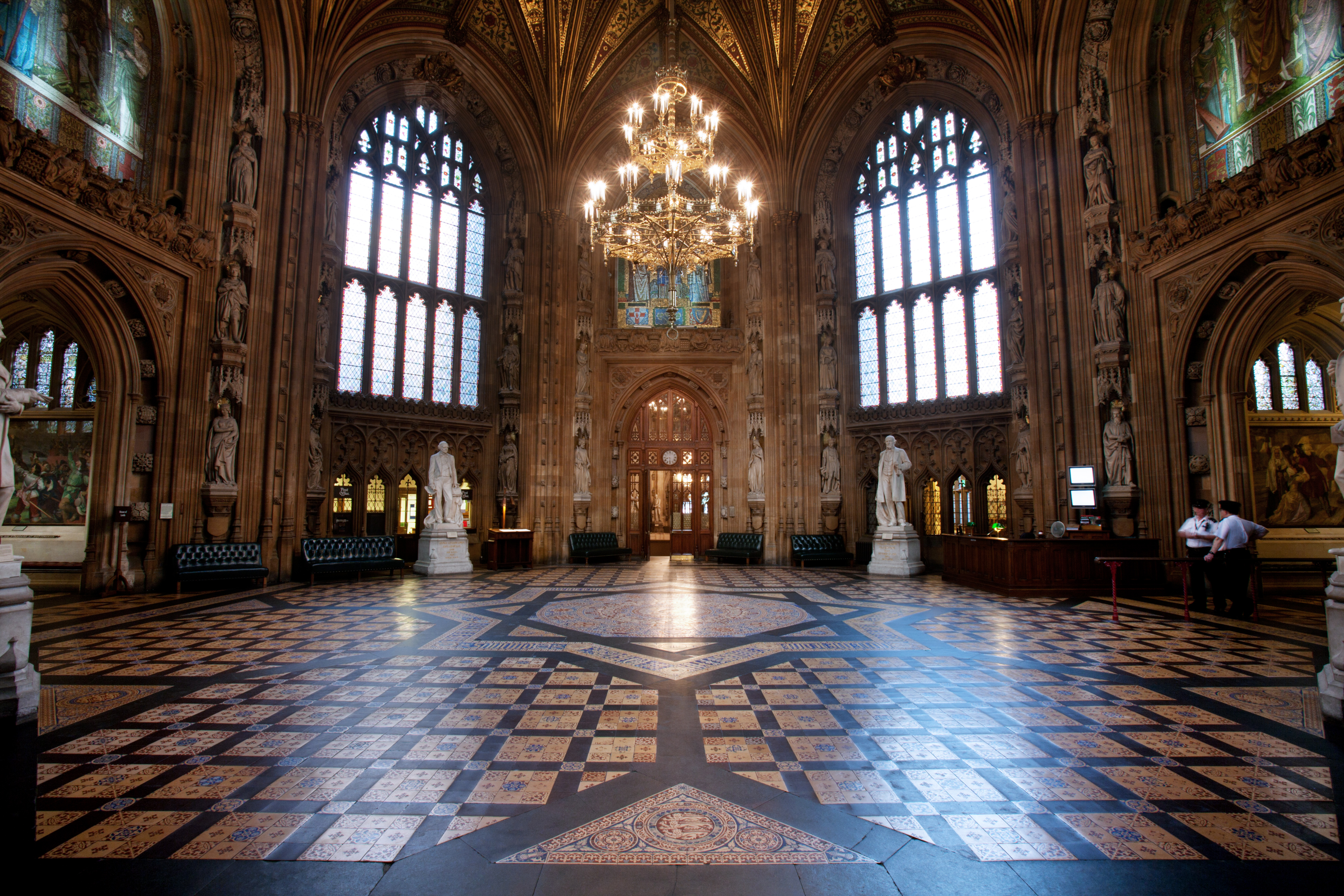
中央ロビー
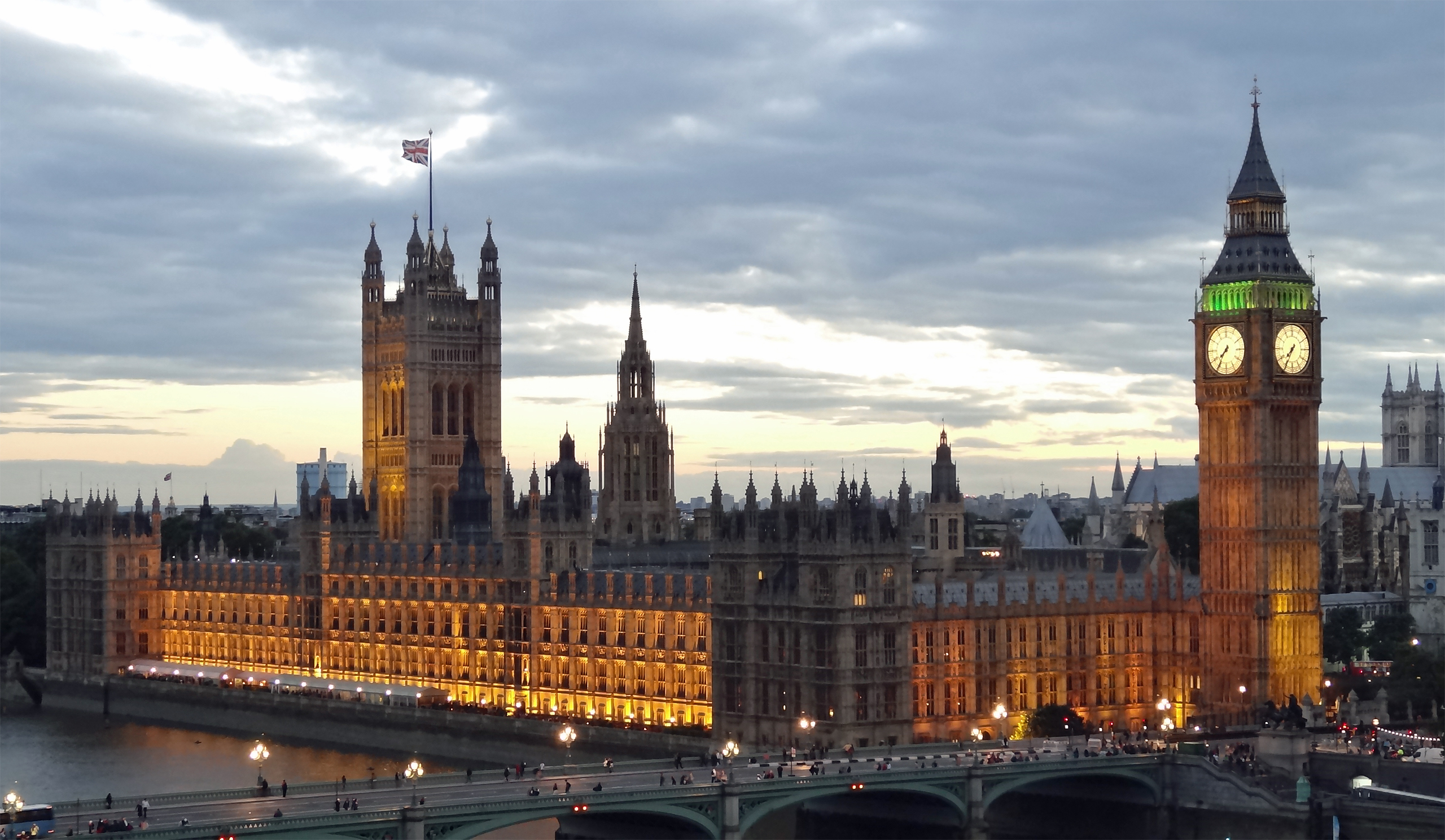
夕刻のライトアップ
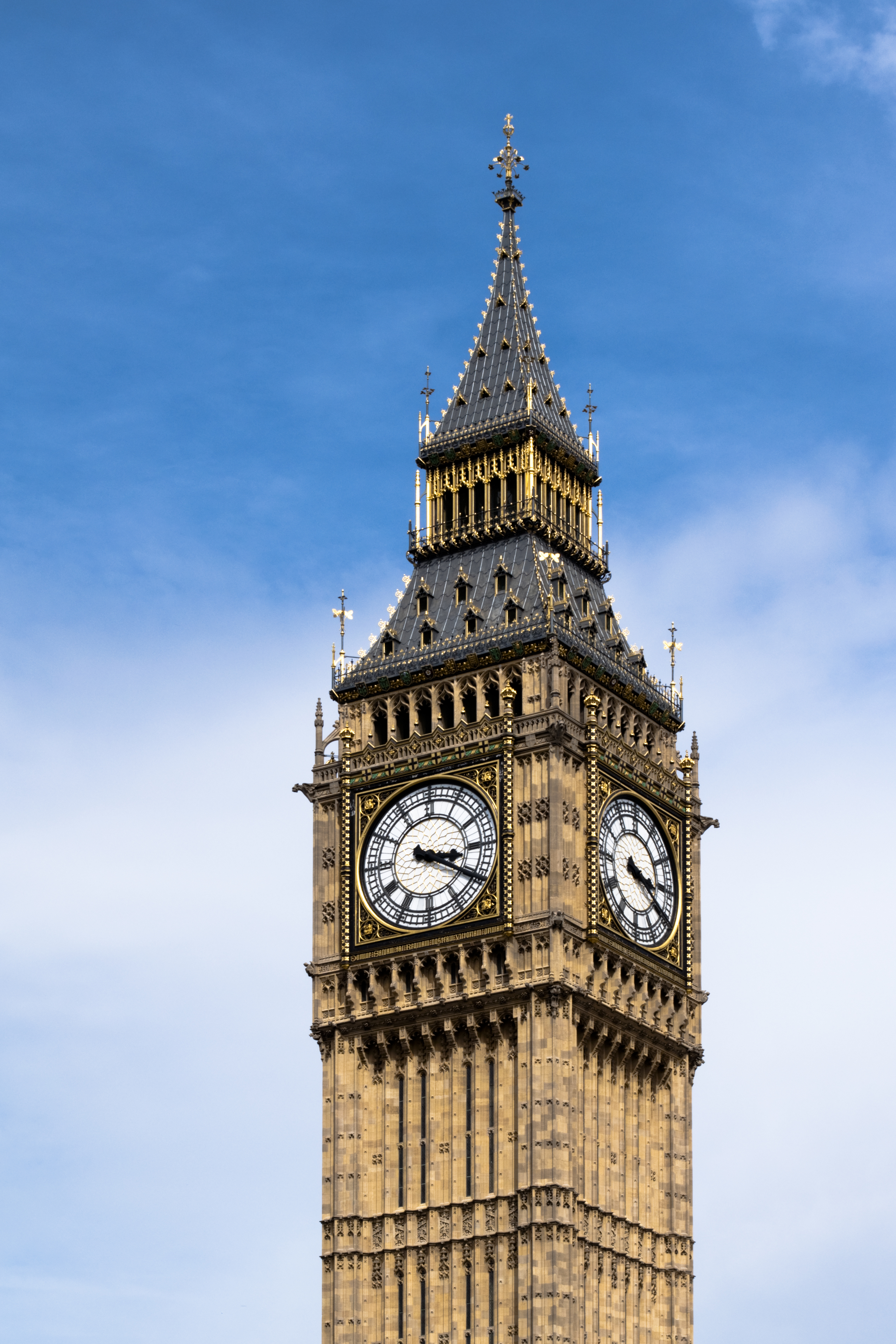
ビッグ・ベン
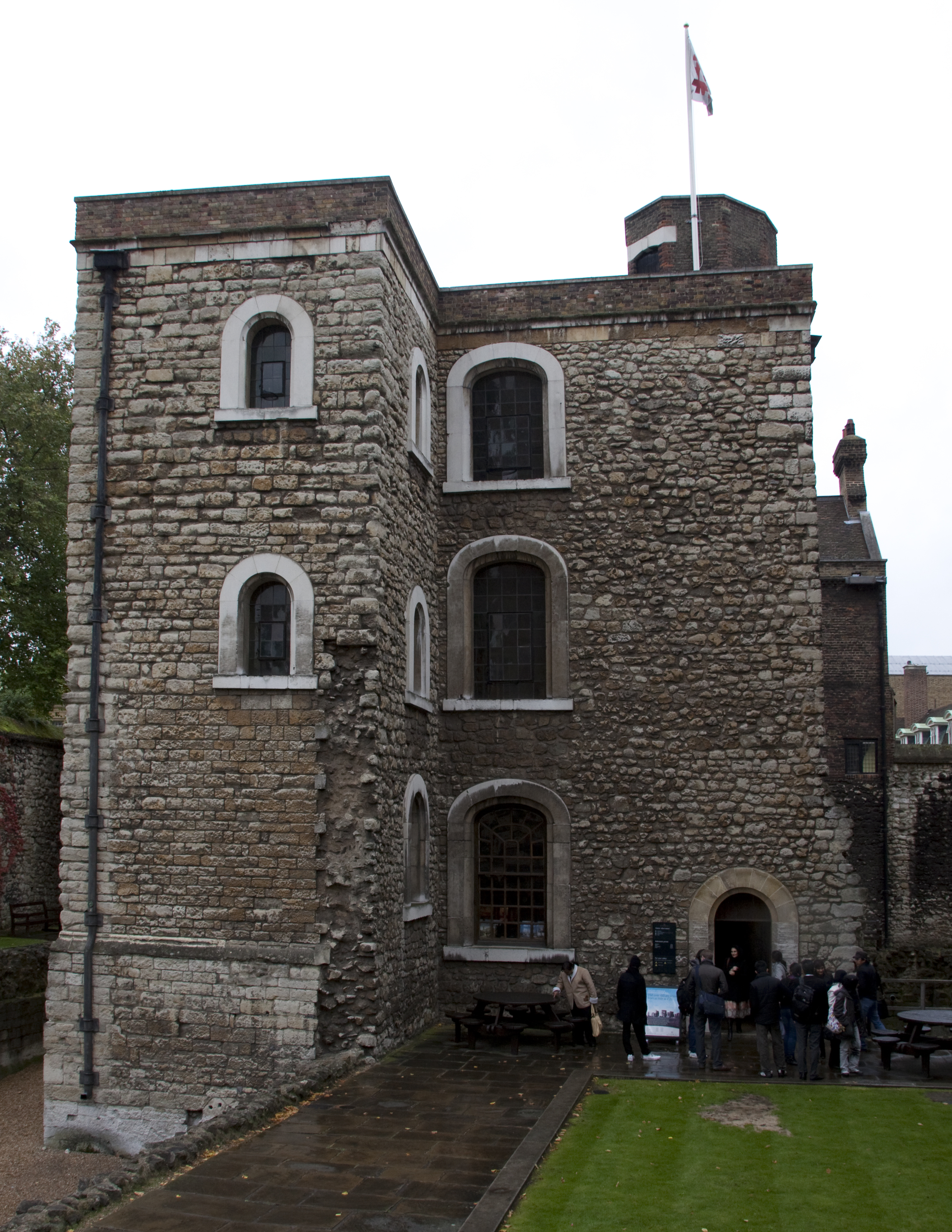
ジュエル・タワー
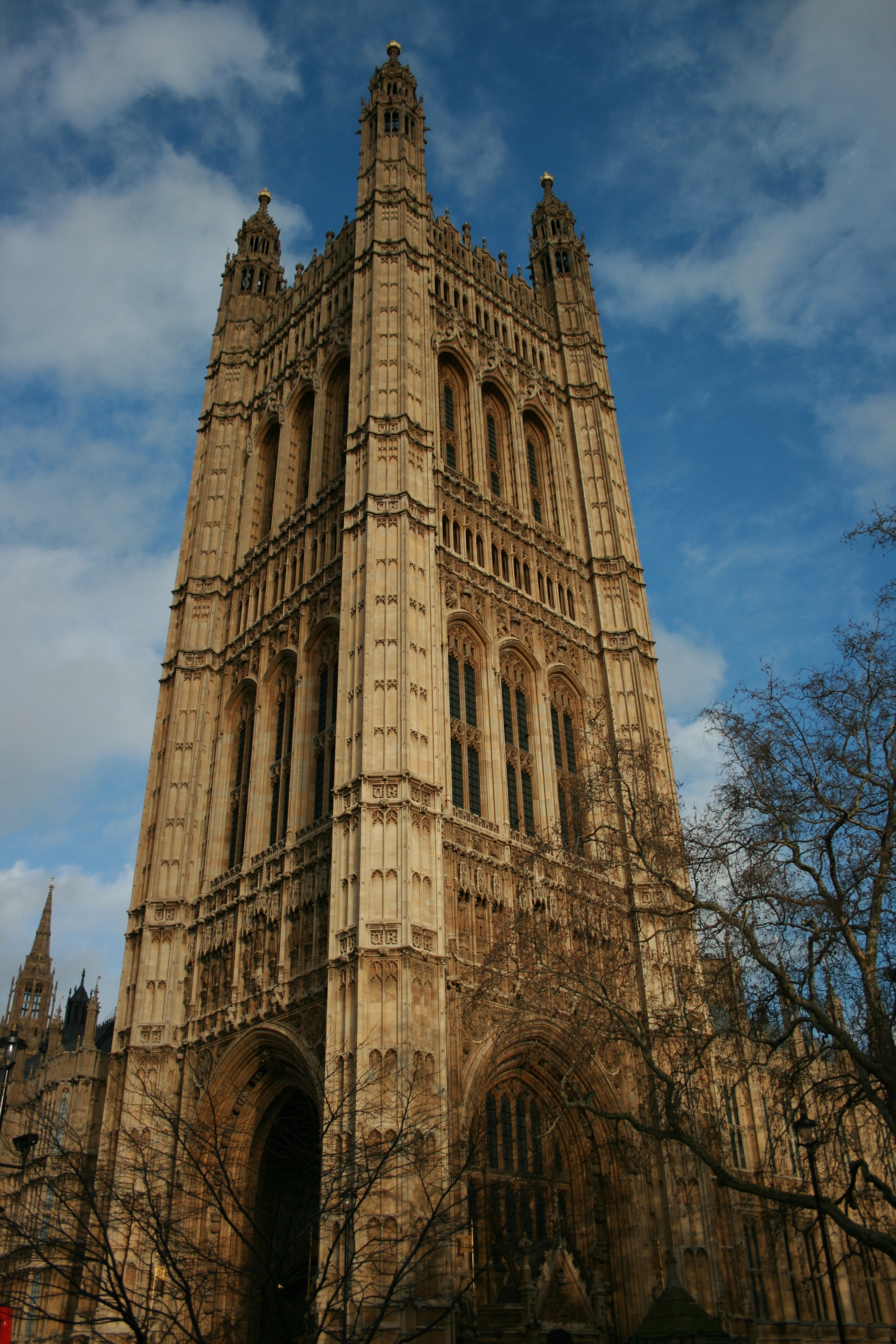
ビクトリア・タワー
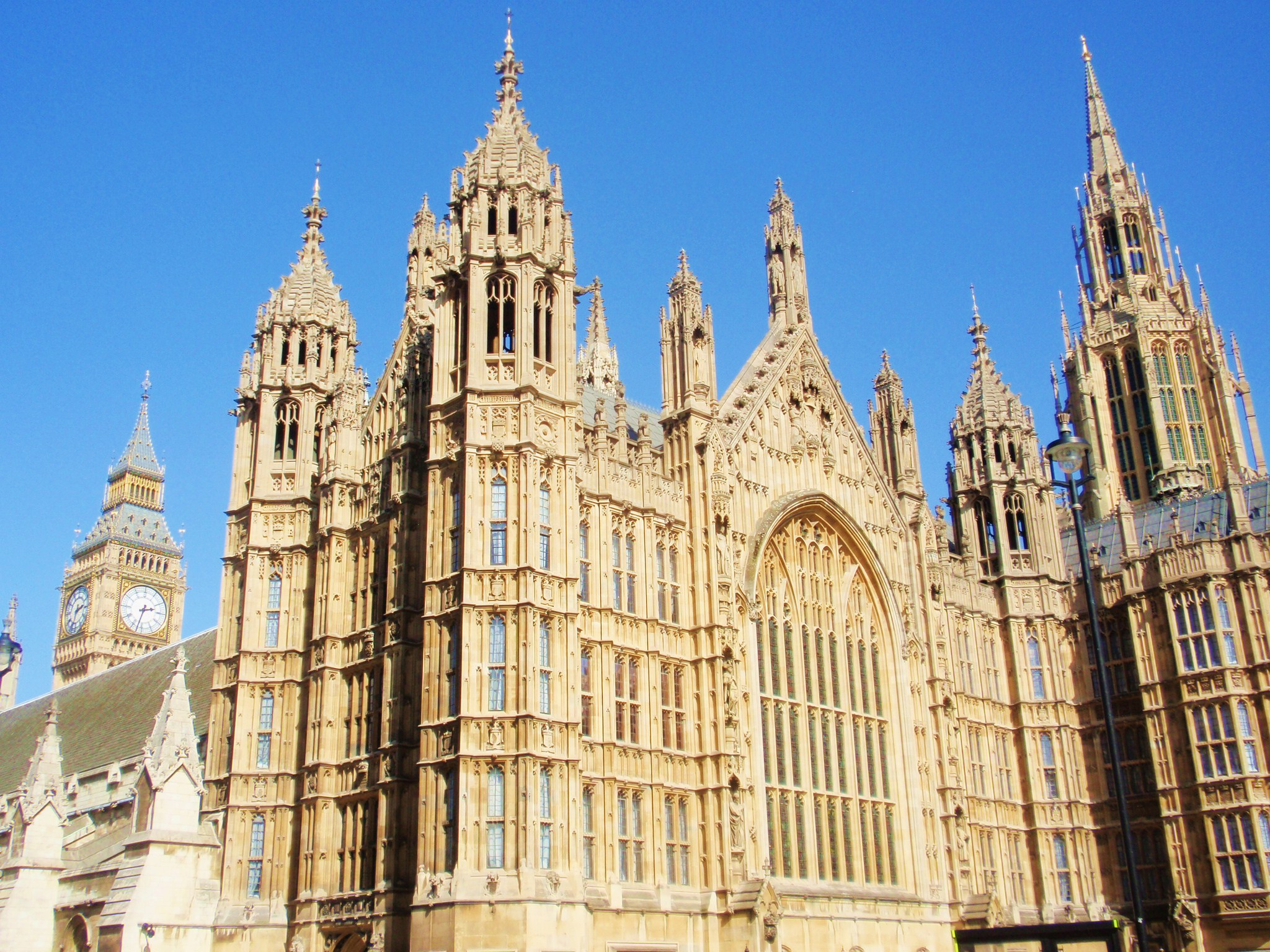
ウェストミンスター・ホール
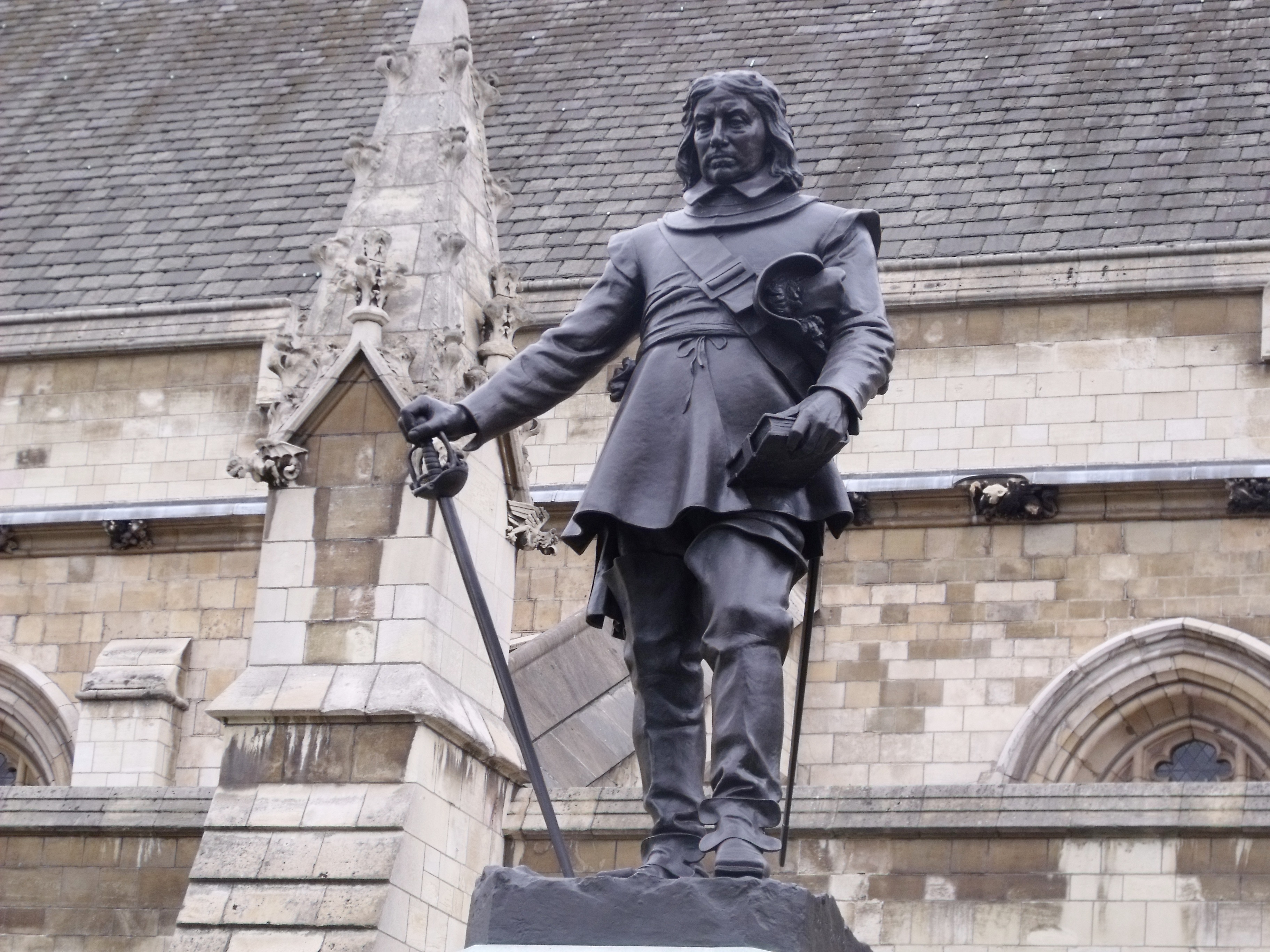
オリバー・クロムウェルの銅像
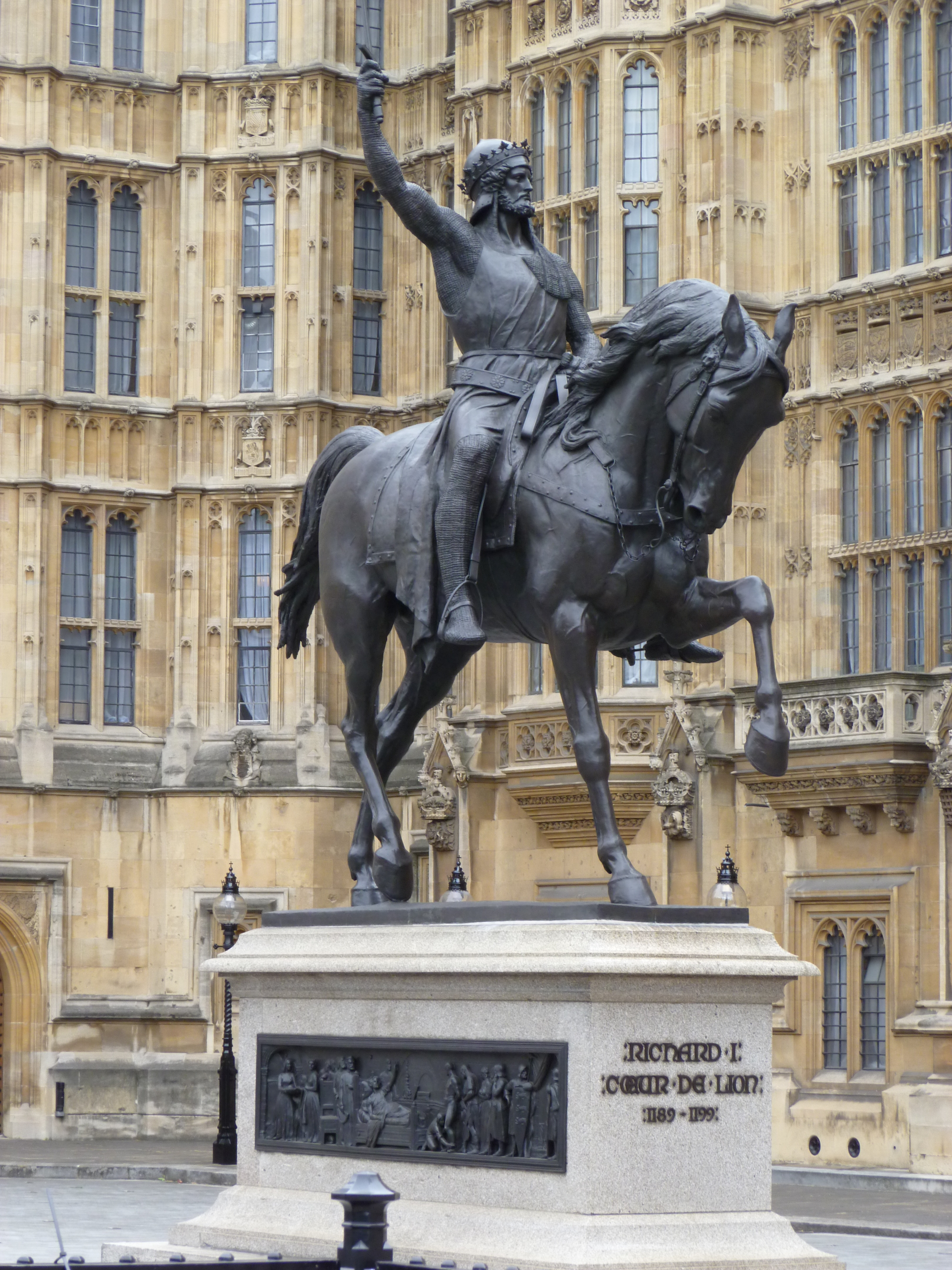
19世紀に建造されたリチャード獅子心王騎馬像